# 勞倫斯 (內布拉斯加州)
勞倫斯（英語：Lawrence）是位於美國內布拉斯加州納科爾斯縣的村。

## 人口
根據2020年美國人口普查的數據，勞倫斯的面積為1.07平方千米，皆為陸地。當地共有人口272人，而人口密度為每平方千米254人。